# Akysis maculipinnis
Akysis maculipinnis es una especie de pez de la familia Akysidae en el orden de los Siluriformes.

## Morfología
• Los machos pueden llegar alcanzar los 3,1 cm de longitud total.
- Número de  vértebras: 31-32.[1]

## Hábitat
Vive en canales fluviales barrosos.

## Distribución geográfica
Se encuentran en Asia: ríos Mekong y Chao Phraya en Tailandia-